# Großer Preis von Deutschland 1969
Der Große Preis von Deutschland 1969 (offiziell XXXI Großer Preis von Deutschland) fand am 3. August auf dem Nürburgring in Nürburg statt und war das siebte Rennen der Automobil-Weltmeisterschaft 1969.

## Berichte

### Hintergrund

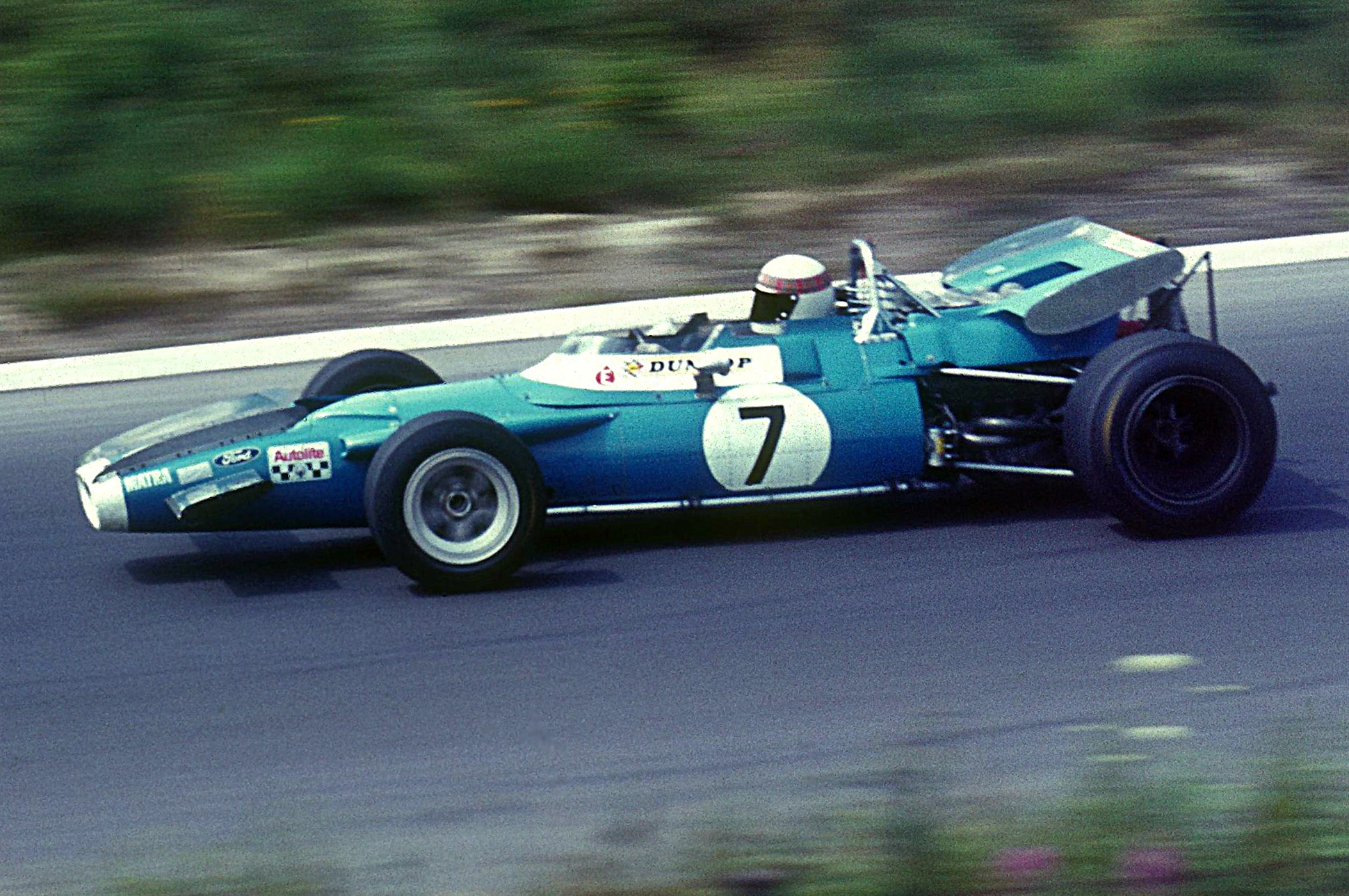
Jackie Stewart im Matra MS80

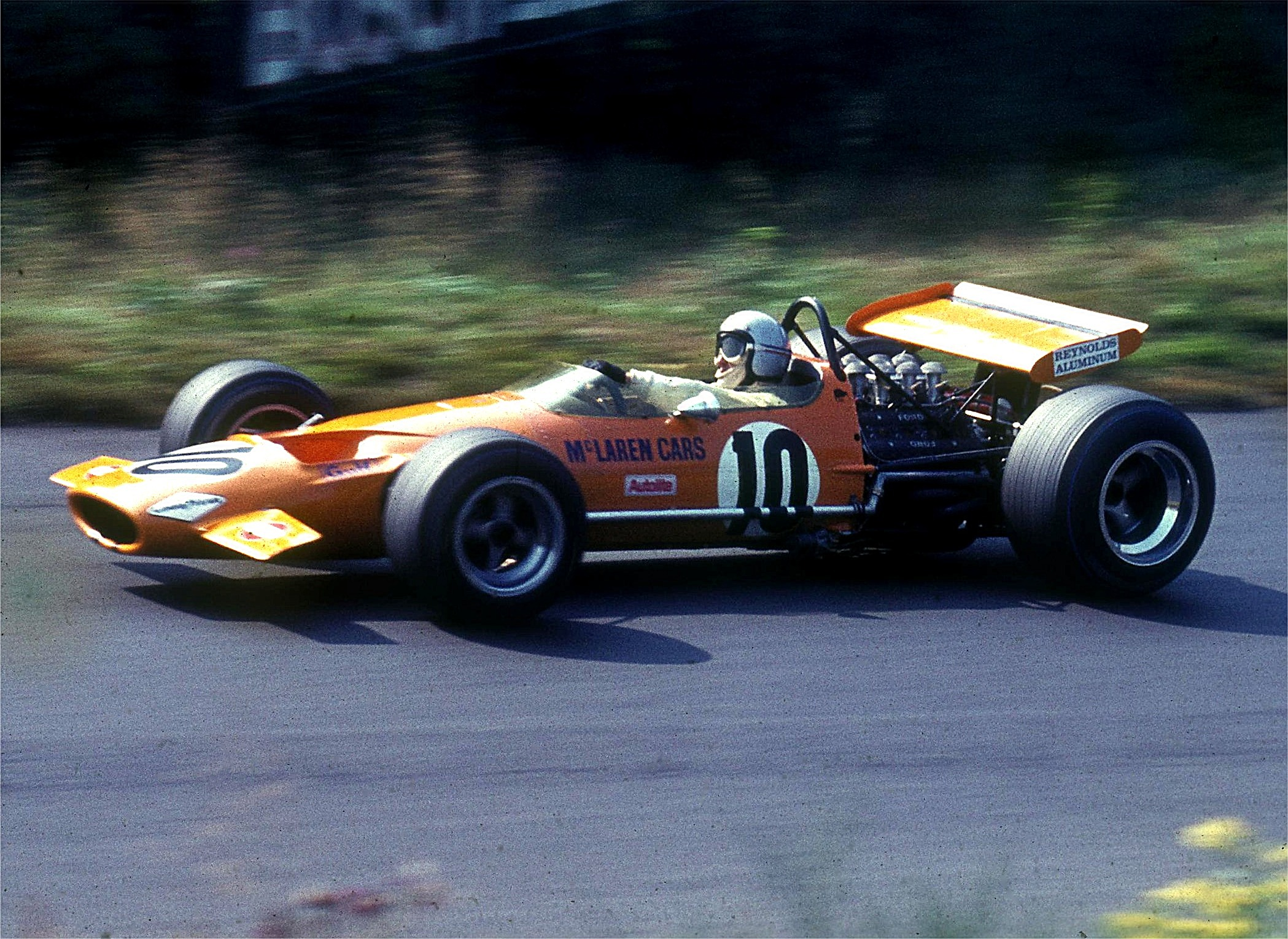
Bruce McLaren im McLaren M7C

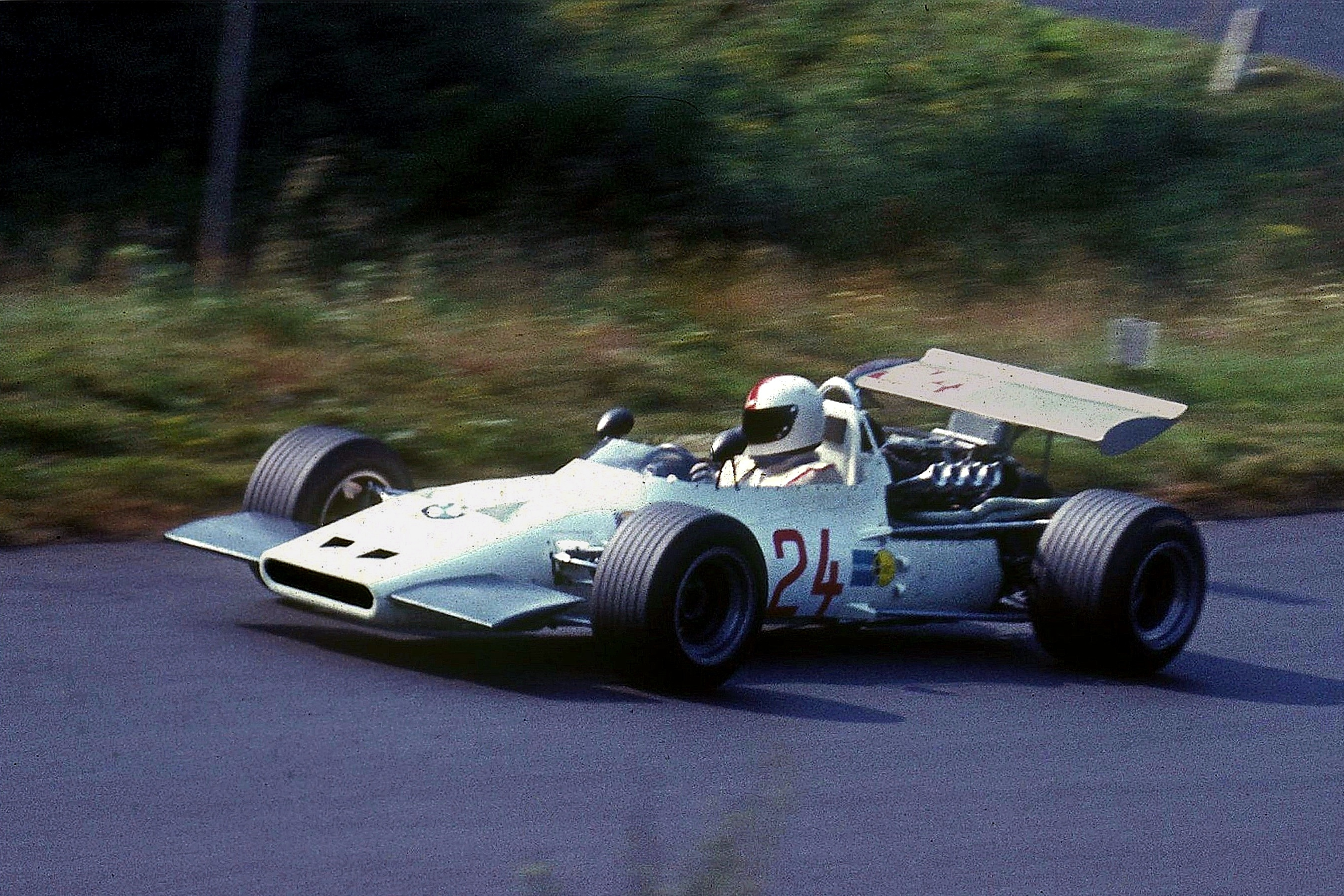
Gerhard Mitter im BMW F269, wenige Minuten vor dem tödlichen Unfall

Wegen der geringen Teilnehmerzahlen bei einigen der vorangegangenen Rennen dieser Saison entschlossen sich die Veranstalter des Großen Preises von Deutschland, ein gemeinsames Rennen für Formel-1- und Formel-2-Rennwagen auszurichten. Dies war bereits in einigen Jahren zuvor praktiziert worden, damit für die Zuschauer an der 22,8 km langen Rennstrecke, auf der lediglich 14 Runden gefahren wurden, keine allzu langen Pausen entstanden, bis das Feld der fast gleich starken Wagen wieder herankam, und mehr Fahrzeuge zu sehen waren. Die Formel-2-Fahrer gingen zwar in die offizielle Wertung mit ein, konnten allerdings weder für sich, noch für das jeweilige Team, Weltmeisterschaftspunkte holen.
Als das Formel-1-Team von Ferrari kurzfristig seine Teilnahme am Rennen absagte, erwies sich die Maßnahme umso mehr als eine sinnvolle Entscheidung.
Die Teilnehmerliste der Formel-1-Wagen entsprach, abgesehen von der Nichtteilnahme Ferraris, weitestgehend der des letzten Rennens in Großbritannien zwei Wochen vorher. Jack Brabham, bislang Stammfahrer seines Teams, musste weiterhin verletzungsbedingt pausieren. Mario Andretti ergänzte anstelle von John Miles das Lotus-Werksteam und fuhr den in der Erprobung befindlichen Allradwagen Lotus 63.
Joakim Bonnier bestritt seinen 100. Grand Prix. Er war nach Graham Hill und Brabham der dritte Fahrer, der diese Anzahl an Starts aufweisen konnte.

### Training
Am ersten Trainingstag verunglückte Gerhard Mitter, einer der zwölf gemeldeten Teilnehmer der Formel 2, im Bereich des Streckenabschnittes „Flugplatz“ tödlich. Seine Teamkollegen Hubert Hahne und Dieter Quester sowie sein enger Freund Hans Herrmann verzichteten daraufhin auf den Start, sodass letztlich acht Formel-2-Wagen das aus 14 Fahrzeugen bestehende Formel-1-Feld ergänzten.
Brabham-Pilot Jacky Ickx sicherte sich die Pole-Position vor Jackie Stewart im Matra MS80. Jochen Rindt komplettierte mit dem Lotus 49 eine aus drei unterschiedlichen Fahrzeugen bestehende erste Startreihe. Die aus zwei Wagen bestehende zweite Reihe teilten sich Joseph Siffert und Denis Hulme. Der amtierende Weltmeister Hill erreichte Startplatz neun, Andretti fuhr mit dem allradgetriebenen Lotus nur die zwölftbeste Trainingszeit.

### Rennen
John Surtees trat vom Start zurück, da er seinen BRM P139 wegen Problemen mit der Radaufhängung auf der damals noch durch mehrere kleine Sprungkuppen und Bodenwellen gekennzeichneten Nürburgring-Nordschleife als zu unsicher empfand.
Nach einem relativ schlechten Start wurde Ickx auf den ersten Metern von Stewart, Siffert, Rindt und fünf weiteren Konkurrenten überholt.
In der ersten Runde unterschätzte Andretti an einer der Sprungkuppen das Gewicht seines vollgetankten Lotus 63 und verunfallte, blieb dabei aber unverletzt. Wenige Augenblicke später erkannte Vic Elford zu spät ein auf der Strecke liegendes Rad, das von Andrettis Lotus abgerissen war, und kollidierte damit. Sein Wagen hob ab, überschlug sich und landete rücklings zwischen den Bäumen und Sträuchern am Streckenrand. Elford behielt zwar das Bewusstsein, konnte sich jedoch nicht selbstständig befreien. Er hörte, dass sich die Benzinpumpe seines vollgetankten Rennwagens nicht automatisch abgeschaltet hatte und befürchtete daher eine Explosion. Andretti eilte sofort zu Hilfe, schaltete die Pumpe aus und befreite Elford, der mit einem dreifach gebrochenen Arm vergleichsweise glimpflich davonkam.
Innerhalb von zwei Runden kämpfte sich Ickx zurück auf Platz zwei hinter Stewart, wo er sich die folgenden vier Runden hielt, bis er ihn schließlich in der siebten Runde überholte. Zunächst konnte Stewart das Tempo des nun Führenden halten, fiel jedoch bald mit Getriebeproblemen zurück, sodass Ickx am Ende mit einem Vorsprung von nahezu einer Minute vor Stewart gewann. Bruce McLaren erreichte Rang drei und hatte dabei seinerseits rund zweieinhalb Minuten Rückstand auf den Zweiten. Hill kam rund vier Minuten nach dem Sieger als Viertplatzierter ins Ziel.

## Meldelisten

### Formel 1
| Team                          | Nr. | Fahrer               | Chassis       | Motor                    | Reifen |
| ----------------------------- | --- | -------------------- | ------------- | ------------------------ | ------ |
| Gold Leaf Team Lotus          | 01  | Graham Hill          | Lotus 49B     | Ford Cosworth DFV 3.0 V8 | F      |
| Gold Leaf Team Lotus          | 02  | Jochen Rindt         | Lotus 49B     | Ford Cosworth DFV 3.0 V8 | F      |
| Gold Leaf Team Lotus          | 03  | Mario Andretti       | Lotus 63      | Ford Cosworth DFV 3.0 V8 | F      |
| Brabham Racing Organisation   | 06  | Jacky Ickx           | Brabham BT26A | Ford Cosworth DFV 3.0 V8 | G      |
| Matra International (Tyrrell) | 07  | Jackie Stewart       | Matra MS84    | Ford Cosworth DFV 3.0 V8 | D      |
| Matra International (Tyrrell) | 07  | Jackie Stewart       | Matra MS80    | Ford Cosworth DFV 3.0 V8 | D      |
| Matra International (Tyrrell) | 08  | Jean-Pierre Beltoise | Matra MS80    | Ford Cosworth DFV 3.0 V8 | D      |
| Bruce McLaren Motor Racing    | 09  | Denis Hulme          | McLaren M7A   | Ford Cosworth DFV 3.0 V8 | G      |
| Bruce McLaren Motor Racing    | 10  | Bruce McLaren        | McLaren M7C   | Ford Cosworth DFV 3.0 V8 | G      |
| Rob Walker Racing Team        | 11  | Joseph Siffert       | Lotus 49B     | Ford Cosworth DFV 3.0 V8 | F      |
| Antique Automobiles           | 12  | Vic Elford           | McLaren M7B   | Ford Cosworth DFV 3.0 V8 | G      |
| Owen Racing Organisation      | 14  | John Surtees         | BRM P139      | BRM P142 3.0 V12         | D      |
| Owen Racing Organisation      | 15  | Jackie Oliver        | BRM P138      | BRM P142 3.0 V12         | D      |
| Ecurie Bonnier                | 16  | Joakim Bonnier       | Lotus 49B     | Ford Cosworth DFV 3.0 V8 | F      |
| Frank Williams Racing Cars    | 17  | Piers Courage        | Brabham BT26A | Ford Cosworth DFV 3.0 V8 | D      |

Anmerkungen
1. ↑  Stewart fuhr den Matra MS84 nur im Training.

### Formel 2
| Team                       | Nr. | Fahrer              | Chassis       | Motor                    | Reifen |
| -------------------------- | --- | ------------------- | ------------- | ------------------------ | ------ |
| Ahrens Racing Team         | 20  | Kurt Ahrens         | Brabham BT30  | Ford Cosworth FVA 1.6 L4 | D      |
| Roy Winkelmann Racing      | 21  | Hans Herrmann       | Lotus 59B     | Ford Cosworth FVA 1.6 L4 | F      |
| Roy Winkelmann Racing      | 22  | Rolf Stommelen      | Lotus 59B     | Ford Cosworth FVA 1.6 L4 | F      |
| BMW AG München             | 23  | Hubert Hahne        | BMW F269      | BMW M12/1 1.6 L4         | D      |
| BMW AG München             | 24  | Gerhard Mitter      | BMW F269      | BMW M12/1 1.6 L4         | D      |
| BMW AG München             | 25  | Dieter Quester      | BMW F269      | BMW M12/1 1.6 L4         | D      |
| Matra Sports               | 26  | Henri Pescarolo     | Matra MS7     | Ford Cosworth FVA 1.6 L4 | D      |
| Matra Sports               | 27  | Johnny Servoz-Gavin | Matra MS7     | Ford Cosworth FVA 1.6 L4 | D      |
| Tecno Racing Team          | 28  | François Cevert     | Tecno TF69    | Ford Cosworth FVA 1.6 L4 | D      |
| Frank Williams Racing Cars | 29  | Richard Attwood     | Brabham BT30  | Ford Cosworth FVA 1.6 L4 | D      |
| Squadra Tartaruga          | 30  | Xavier Perrot       | Brabham BT23C | Ford Cosworth FVA 1.6 L4 | F      |
| Felday Engineering Ltd.    | 31  | Peter Westbury      | Brabham BT30  | Ford Cosworth FVA 1.6 L4 | F      |

## Klassifikationen

### Qualifikation Formel 1
| Pos. | Fahrer               | Konstrukteur | Zeit   | Ø-Geschwindigkeit | Start |
| ---- | -------------------- | ------------ | ------ | ----------------- | ----- |
| 01   | Jacky Ickx           | Brabham-Ford | 7:42,1 | 177,897 km/h      | 01    |
| 02   | Jackie Stewart       | Matra-Ford   | 7:42,4 | 177,781 km/h      | 02    |
| 03   | Jochen Rindt         | Lotus-Ford   | 7:48,0 | 175,654 km/h      | 03    |
| 04   | Joseph Siffert       | Lotus-Ford   | 7:50,3 | 174,795 km/h      | 04    |
| 05   | Denis Hulme          | McLaren-Ford | 7:52,8 | 173,871 km/h      | 05    |
| 06   | Vic Elford           | McLaren-Ford | 7:54,8 | 173,138 km/h      | 06    |
| 07   | Piers Courage        | Brabham-Ford | 7:56,1 | 172,665 km/h      | 07    |
| 08   | Bruce McLaren        | McLaren-Ford | 7:56,5 | 172,520 km/h      | 08    |
| 09   | Graham Hill          | Lotus-Ford   | 7:57,0 | 172,340 km/h      | 09    |
| 10   | Jean-Pierre Beltoise | Matra-Ford   | 8:00,3 | 171,156 km/h      | 10    |
| 11   | John Surtees         | B.R.M.       | 8:12,1 | 167,051 km/h      | 11    |
| 12   | Mario Andretti       | Lotus-Ford   | 8:15,4 | 165,939 km/h      | 15    |
| 13   | Jackie Oliver        | B.R.M.       | 8:16,2 | 165,671 km/h      | 16    |
| 14   | Joakim Bonnier       | Lotus-Ford   | 8:35,0 | 159,623 km/h      | 21    |

### Qualifikation Formel 2
| Pos. | Fahrer              | Konstrukteur | Zeit   | Ø-Geschwindigkeit | Start |
| ---- | ------------------- | ------------ | ------ | ----------------- | ----- |
| 01   | Johnny Servoz-Gavin | Matra-Ford   | 8:11,1 | 167,392 km/h      | 12    |
| 02   | François Cevert     | Tecno-Ford   | 8:13,9 | 166,443 km/h      | 14    |
| 03   | Henri Pescarolo     | Matra-Ford   | 8:14,8 | 166,140 km/h      | 13    |
| 04   | Hubert Hahne        | BMW          | 8:19,5 | 164,577 km/h      | DNS   |
| 05   | Peter Westbury      | Brabham-Ford | 8:20,0 | 164,412 km/h      | 17    |
| 06   | Kurt Ahrens         | Brabham-Ford | 8:23,2 | 163,366 km/h      | 18    |
| 07   | Richard Attwood     | Brabham-Ford | 8:24,6 | 162,913 km/h      | 19    |
| 08   | Dieter Quester      | BMW          | 8:26,8 | 162,206 km/h      | DNS   |
| 09   | Rolf Stommelen      | Lotus-Ford   | 8:28,1 | 161,791 km/h      | 20    |
| 10   | Xavier Perrot       | Brabham-Ford | 8:35,4 | 159,499 km/h      | 22    |
| 11   | Gerhard Mitter      | BMW          | 8:36,5 | 159,160 km/h      | DNS   |
| 12   | Hans Herrmann       | Lotus-Ford   | 8:50,3 | 155,018 km/h      | DNS   |

### Rennen
| Pos. | Kat. | Fahrer               | Konstrukteur | Runden | Stopps | Zeit      | Start | Schnellste Runde |
| ---- | ---- | -------------------- | ------------ | ------ | ------ | --------- | ----- | ---------------- |
| 01   | F1   | Jacky Ickx           | Brabham-Ford | 14     | 0      | 1:49:55,4 | 01    | 7:43,8 (07.)     |
| 02   | F1   | Jackie Stewart       | Matra-Ford   | 14     | 0      | + 57,7    | 02    | 7:45,9           |
| 03   | F1   | Bruce McLaren        | McLaren-Ford | 14     | 0      | + 3:21,6  | 08    | 7:56,6           |
| 04   | F1   | Graham Hill          | Lotus-Ford   | 14     | 0      | + 3:58,8  | 09    | 7:56,3           |
| 05   | F2   | Henri Pescarolo      | Matra-Ford   | 14     | 0      | + 7:11,0  | 13    |                  |
| 06   | F2   | Richard Attwood      | Brabham-Ford | 13     | 0      | + 1 Runde | 19    |                  |
| 07   | F2   | Kurt Ahrens          | Brabham-Ford | 13     | 0      | + 1 Runde | 18    |                  |
| 08   | F2   | Rolf Stommelen       | Lotus-Ford   | 13     | 0      | + 1 Runde | 20    |                  |
| 09   | F2   | Peter Westbury       | Brabham-Ford | 13     | 0      | + 1 Runde | 17    |                  |
| 10   | F2   | Xavier Perrot        | Brabham-Ford | 13     | 0      | + 1 Runde | 22    |                  |
| 11   | F1   | Joseph Siffert       | Lotus-Ford   | 12     | 0      | DNF       | 04    | 7:54,0           |
| 12   | F1   | Jean-Pierre Beltoise | Matra-Ford   | 12     | 0      | DNF       | 10    | 7:59,2           |
| –    | F1   | Denis Hulme          | McLaren-Ford | 11     | 0      | DNF       | 05    | 7:57,5           |
| –    | F1   | Jackie Oliver        | B.R.M.       | 11     | 0      | DNF       | 16    | 8:12,5           |
| –    | F1   | Jochen Rindt         | Lotus-Ford   | 10     | 1      | DNF       | 03    | 7:55,1           |
| –    | F2   | François Cevert      | Tecno-Ford   | 9      | 0      | DNF       | 14    |                  |
| –    | F2   | Johnny Servoz-Gavin  | Matra-Ford   | 6      | 0      | DNF       | 12    |                  |
| –    | F1   | Joakim Bonnier       | Lotus-Ford   | 4      | 0      | DNF       | 21    | 8:31,2           |
| –    | F1   | Piers Courage        | Brabham-Ford | 1      | 0      | DNF       | 07    | 8:22,0           |
| –    | F1   | Mario Andretti       | Lotus-Ford   | 0      | 0      | DNF       | 15    | –                |
| –    | F1   | Vic Elford           | McLaren-Ford | 0      | 0      | DNF       | 06    | –                |
| DNS  | F1   | John Surtees         | B.R.M.       | –      | –      | –         | 11    | –                |

## WM-Stände nach dem Rennen
Die ersten sechs des Rennens bekamen 9, 6, 4, 3, 2, 1 Punkt(e). Die besten fünf Ergebnisse der ersten sechs und die besten vier der letzten fünf Rennen zählten zur Meisterschaft. In der Konstrukteurswertung zählten dabei nur die Punkte des bestplatzierten Fahrers eines Teams.

### Fahrerwertung
| Pos. | Fahrer               | Konstrukteur                   | Punkte |
| ---- | -------------------- | ------------------------------ | ------ |
| 01   | Jackie Stewart       | Matra-Ford                     | 51     |
| 02   | Jacky Ickx           | Brabham-Ford                   | 22     |
| 03   | Bruce McLaren        | McLaren-Ford                   | 21     |
| 04   | Graham Hill          | Lotus-Ford                     | 19     |
| 05   | Joseph Siffert       | Lotus-Ford                     | 15     |
| 06   | Jean-Pierre Beltoise | Matra-Ford                     | 12     |
| 07   | Denis Hulme          | McLaren-Ford                   | 11     |
| 08   | Piers Courage        | Brabham-Ford                   | 8      |
| 09   | Chris Amon           | Ferrari                        | 4      |
| 10   | Jochen Rindt         | Lotus-Ford                     | 3      |
| 11   | Richard Attwood      | Lotus-Ford                     | 3      |
| 12   | Vic Elford           | McLaren-Ford / Cooper-Maserati | 3      |
| 13   | John Surtees         | B.R.M.                         | 2      |
| 14   | Jack Brabham         | Brabham-Ford                   | 1      |
| 15   | Jackie Oliver        | B.R.M.                         | 0      |
| 16   | Silvio Moser         | Brabham-Ford                   | 0      |

| Pos. | Fahrer                   | Konstrukteur  | Punkte |
| ---- | ------------------------ | ------------- | ------ |
| 17   | Sam Tingle               | Brabham-Repco | 0      |
| 18   | John Miles               | Lotus-Ford    | 0      |
| –    | Henri Pescarolo (F2)     | Matra-Ford    | 0      |
| –    | Kurt Ahrens (F2)         | Brabham-Ford  | 0      |
| –    | Rolf Stommelen (F2)      | Lotus-Ford    | 0      |
| –    | Peter Westbury (F2)      | Brabham-Ford  | 0      |
| –    | Xavier Perrot (F2)       | Brabham-Ford  | 0      |
| –    | Peter de Klerk           | Brabham-Repco | 0      |
| –    | Pedro Rodríguez          | B.R.M.        | 0      |
| –    | Mario Andretti           | Lotus-Ford    | 0      |
| –    | John Love                | Lotus-Ford    | 0      |
| –    | Basil van Rooyen         | McLaren-Ford  | 0      |
| –    | Joakim Bonnier           | Lotus-Ford    | 0      |
| –    | Derek Bell               | McLaren-Ford  | 0      |
| –    | François Cevert (F2)     | Tecno-Ford    | 0      |
| –    | Johnny Servoz-Gavin (F2) | Matra-Ford    | 0      |

### Konstrukteurswertung
| Pos. | Konstrukteur | Punkte  |
| ---- | ------------ | ------- |
| 01   | Matra-Ford   | 51      |
| 02   | Brabham-Ford | 28      |
| 03   | Lotus-Ford   | 28      |
| 04   | McLaren-Ford | 24 (26) |

| Pos. | Konstrukteur    | Punkte |
| ---- | --------------- | ------ |
| 05   | Ferrari         | 4      |
| 06   | B.R.M.          | 2      |
| 07   | Cooper-Maserati | 0      |
| 08   | Brabham-Repco   | 0      |